# More Than Life
More Than Life è il quinto album live degli Hillsong United con canzoni di lode e adorazione. Il CD è accompagnato da un DVD in cui sono presenti un documentario, delle interviste e dei backstage.

## Tracce
1. One Way[2]  (Jonathon Douglass & Joel Houston) - 4:07
2. Light (Marty Sampson) - 3:37
3. Evermore (Joel Houston) - 4:31
4. Open Up the Heavens (Joel Houston) - 4:07
5. Take All of Me (Marty Sampson) - 7:21
6. Majesty (Martin Smith & Stuart Garrard) - 1:25
7. Always (Mia Fieldes) - 6:38
8. Sing (Your Love) (Reuben Morgan) - 7:43
9. Where the Love Lasts Forever (Joel Houston) - 6:11
10. Consuming Fire (Tim Hughes) - 7:57
11. More Than Life (Reuben Morgan) - 6:51
12. Jesus' Blood (Martin Smith) - 2:36
13. Shine for You (Marty Sampson) - 3:49
14. Soldier (Marty Sampson & Tulele Faletolu) - 3:35
15. All Day (Marty Sampson) - 4:32

## Curiosità
All'interno del DVD è presente un Easter egg: un video in bianco e nero di Tim Hughes che suona il singolo "Consuming Fire". Per trovare il file nascosto, basta premere su “Song Selection” nel menu principale, spostarsi sulla canzone "More Than Life" e poi premere il tasto destro per illuminare una X sotto lo skater. Poi bisogna premere “Select”.